# Apeadero de Francelos
El apeadero de Francelos es un apeadero situado en la línea del Norte, al PK 325,3.

## Características

### Localización y accesos
Se encuentra junto a la localidad de Francelos, teniendo acceso de transporte por la calle de la Estación.

### Servicios
Esta plataforma es utilizada por los servicios urbanos de la línea del norte, de la red de convoyes urbanos de Porto de la operadora Comboios de Portugal.